# 小松市立国府小学校
小松市立国府小学校（こまつしりつ こくふしょうがっこう）は、石川県小松市河田町にある公立小学校。
校名は、当地付近にかつて加賀国国府があったことに由来する。当校の母体となった3校は、いずれも能美郡国府村に属していた。

## 沿革
- 1873年（明治6年）10月 - 小野小学校が開校。
- 1875年（明治8年）10月 - 鵜迦波小学校が開校。
- 1880年（明治13年）8月 - 和気小学校（現・能美市立和気小学校）から篤敬小学校が分離。
- 1959年（昭和34年）4月1日 - 小野小学校・上八里・鵜川の3校を統合し、小松市立国府小学校が創設される。旧3校は教場として暫定的に継続。
- 1959年（昭和34年）11月1日 - 3教場で授業開始。
- 1960年（昭和35年）8月29日 - 小野教場の閉校式を挙行。
- 1960年（昭和35年）8月30日 - 上八里教場の閉校式を挙行。
- 1960年（昭和35年）8月31日 - 鵜川教場の閉校式を挙行。
- 1960年（昭和35年）9月8日 - 開校式を挙行。
- 1961年（昭和36年）4月28日 - 校旗・校章が決定。旧小野小学校のものを継承。校歌も旧小野小学校のものを流用。
- 1988年（昭和63年）10月23日 - 上越市立国府小学校PTAと交流開始。
- 2001年（平成13年）9月2日 - オーストラリア・クイーンズランド州から教育実習生2名受け入れ（10月22日まで）。
- 2002年（平成14年）4月 - 学校週5日制を導入。

## 通学区域
小松市立国府中学校の通学区域と同じ。卒業生は基本的に同中学校に進学する。
- 小松市 鵜川町、上八里町、里川町、埴田町、八里台、立明寺町、小野町、河田町、下八里町、游泉寺町、国府台、古府町

## 周辺
- 小松市立国府中学校
- 国府郵便局
- 加賀産業開発道路
- 河田山古墳群・加賀国府ものがたり館

## 交通
- 小松バス国府線 国府台行き終点にて下車。または上寺畠・奥鍋谷行きを本河田にて下車、南東へ700m。